# Регент Таиланда
Регент Таиланда (тайск. ผู้สำเร็จราชการแทนพระองค์) — это человек, который выполняет официальные функции монарха Таиланда, когда тот не может исполнять свои обязанности, а также в период междуцарствия, когда на престоле отсутствует монарх.

## Назначение
Согласно конституции Таиланда 2017 года, регент назначается тогда, когда монарх не может исполнять свои обязанности, а также, когда трон свободен.

## Неспособность монарха
В соответствии с Конституцией 2017 года, если монарх покидает страну или не может выполнять свои обязанности по какой-либо причине, он может или не может назначить регента или совет регентства. Если он назначит встречу, то председатель Национальной ассамблеи Таиланда подпишет это назначение.
Если монарх не назначает или не может назначить какого-либо регента из-за его меньшинства или по какой-либо другой причине, и Тайный Совет Таиланда считает, что регентство необходимо, Тайный совет назначает регента или совет регентства председателю Национального собрания для дальнейшего назначения от имени монарха. Кандидаты должны быть выбраны заранее монархом, и они должны быть назначены в соответствии с порядком приоритета, назначенным заранее монархом также.
До назначения регента или регентского совета президент Тайного совета будет временно исполнять обязанности регента.
Конституция также требует, чтобы назначенный регент принял следующую присягу среди Национального собрания перед вступлением в должность:
Я (имя регента) настоящим заявляю, что буду верен Его Величеству Королю (имя короля) и буду добросовестно выполнять свои обязанности в интересах нации и ее народа, а также буду искренне поддерживать и соблюдать конституцию королевства Таиланд.
Раньше закон требовал регентства во время недееспособности монарха. В январе 2017 года король Рама X сделал беспрецедентный шаг, и изменил проект Конституции (позже обнародованный как Конституция 2017 года), устранив необходимость для монарха назначать любого регента в таком случае, несмотря на то, что проект уже был одобрен на референдуме.

## Междуцарствие
В соответствии с Конституцией 2017 года, когда трон становится вакантным, председатель Тайного совета Таиланда становится регентом до тех пор, пока не будет избран монарх.
Но если вакансия возникает, когда уже есть регент, назначенный предыдущим монархом или председателем Национального собрания из-за неспособности монарха, этот регент будет продолжать функционировать до тех пор, пока монарх не будет возведен на престол. Если назначенный регент не дееспособен, то председатель Тайного совета будет также временно исполнять обязанности регента.

## Флаг
Закон о флаге 1979 года наделяет регента официальным флагом. Это белый квадратный флаг со щитом национального флага в центре, увенчанный мифологической птицей Гарудой, которая является национальным гербом Таиланда.

## Список регентов

### При Раме IV
| Портрет                  | Имя                                                    | Начало регентства | Конец регентства | Примечания    |
| ------------------------ | ------------------------------------------------------ | ----------------- | ---------------- | ------------- |
| Король Монгкут (Рама IV) |                                                        |                   |                  |               |
| Праявонгсе               | Сомдет Чао Пхрайя Бором Маха Праяравонгсе (Тиш Буннаг) | 1851              | 1855             | Первый регент |

### При Раме V
| Портрет                      | Имя                                       | Начало Регентства | Конец регентства | Примечания |
| ---------------------------- | ----------------------------------------- | ----------------- | ---------------- | --- |
| Король Чулалонгкорн (Рама V) |                                           |                   |                  | |
| Си Суриявонг                 | Сомдет Чао Пхрайя Бором Маха Си Суриявонг | 1868              | 16 ноября 1873   | Назначен регентом Советом министров страны, пока король не достиг совершеннолетия в возрасте 20 лет                        |
| Саовабха Пхонгсри            | Королева Саовабха Пхонгсри                | 7 апреля 1897     | 16 декабря 1897  | Назначена регентом на время первого визита короля в Европу. После возвращения короля была возведен в ранг королевы-регента |
| Вачиравудх                   | Наследный принц Вачиравудх                | 27 марта 1907     | 17 ноября 1907   | Назначен регентом на время второго визита короля в Европу                                                                  |

### При Раме VI
| Портрет                     | Имя              | Начало регентства | Конец регентства | Примечания |
| --------------------------- | ---------------- | ----------------- | ---------------- | --- |
| Король Вачиравудх (Рама VI) |                  |                   |                  | |
| Прачадипок                  | Принц Прачадипок | 1925              | 25 ноября 1925   | Назначен регентом во время болезни короля Рамы VI. После его смерти 25 ноября 1925 года, сам унаследовал трон как король Рама VII |

### При Раме VII
| Портрет                      | Имя                                             | Начало регентства | Конец регентства | Примечания |
| ---------------------------- | ----------------------------------------------- | ----------------- | ---------------- | --- |
| Король Прачадипок (Рама VII) |                                                 |                   |                  | |
| Парибатра Сукхумбханд        | Принц Парибатра Сукхумбханд, Принц Накхонсавана | 9 апреля 1932     | 8 мая 1932       | Назначен регентом на время летних каникул короля в городе Хуахин, провинция Прачуапкхирикхан                         |
| Нарисара Нувадтивонгс        | Принц Читчарое, Принц Нарисара Нувадтивонгс     | 12 января 1934    | 2 марта 1935     | Назначен Регентом во время поездки короля в Европу для лечения, регентство закончилось отречением короля от престола |

### При Раме VIII
| Портрет                           | Имя                                                  | Начало регентства | Конец регентства | Примечания |
| --------------------------------- | ---------------------------------------------------- | ----------------- | ---------------- | --- |
| Король Ананда Махидол (Рама VIII) |                                                      |                   |                  | |
| Принц Оскар Ануватана             | Принц Оскар Ануватана                                | 2 марта 1935      | 12 августа 1935  | Назначен председателем Регентского Совета из трех членов, во время отсутствия короля, поскольку он жил и учился в Швейцарии. Умер в должности (покончил с собой).                                                                                              |
| Принц Адитья Дибхабха             | Принц Адитья Дибхабха                                | 2 марта 1935      | 31 июля 1944     | Сменил принца Оскара на посту председателя Регентского Совета. Позже ушел в отставку и перестал быть регентом, умер в 1945 году. |
|                                   | Чао Пхрайя Йомаратх (Пан СукхумP)                    | 2 марта 1935      | 30 декабря 1938  | Умер в должности |
| Standard of the Regent of Siam    | Чао Прайя Биджаяндра Йодхин (Генерал Ум Индрайодхин) | 21 августа 1935   | 21 июля 1942     | Назначен регентом вместо принца Оскара. Умер в должности |
| Приди Паномионг                   | Луанг Прадитманутхам (Приди Паномионг)               | 16 декабря 1941   | 20 сентября 1945 | Назначен регентом вместо Чао Прайя Йомарата, ранее занимавшего должность министра финансов. После отставки принца Адитья Дибабха стал единственным регентом до возвращения короля в страну в 1946 году. Позже стал 7-м премьер-министром Таиланда в 1946 году. |

### При Раме IX
| Портрет                             | Имя                                                                        | Начало регентства | окончание регентства | Примечания |
| ----------------------------------- | -------------------------------------------------------------------------- | ----------------- | -------------------- | --- |
| Король Пхумипон Адульядет (Рама IX) |                                                                            |                   |                      | |
| Принц Рангсит Праярасакди           | Принц Рангсит Праярасакди, Принц Чайнат                                    | 16 июня 1946      | 7 ноября 1947        | Регентский совет в составе 2 человек, пока король продолжал учёбу в университете Лозанны (Швейцария) |
| Пхрайя Манаваратсеви                | Пхрайя Манаваратсеви (Плод Виер на Сонгхла)                                | 16 июня 1946      | 7 ноября 1947        | Регентский совет в составе 2 человек, пока король продолжал учёбу в университете Лозанны (Швейцария) |
| Standard of the Regent of Siam      | Регентство при Тайном Совете                                               | 9 ноября 1947     | 23 января 1949       | После государственного переворота 1947 года был создан новый тайный совет, которому была предоставлена власть регентства в соответствии с временной конституцией 1947 года.в состав совета входили: <малый>1. Принц Рангсит Прайурасакди, принц Чайната 2. Принц Дхани Ниват, принц Бидьялаб Бридхьякон< br />3. Принц Алонгкот, принц Адирексорн Удомсакди в 4. Пхрайя Манаваратсеви (Плод Виер на Сонгхла) 5. Генерал Адул Адулдеджачарат (Бхат Пеунгракхун) Совет был освобожден от регентства с обнародованием Конституции 1949 года |
| Принц Рангсит Прайярасакди          | Принц Рангсит Прайярасакди, Принц Чайнат                                   | 23 июня 1949      | 1949                 | Назначен единоличным регентом по рекомендации Национальной ассамблеи. Регентство закончилось, когда король вернулся в Таиланд для церемонии коронации 5 мая 1950 года |
| Принц Рангсит Прайярасакди          | Принц Рангсит Прайярасакди, Принц Чайнат                                   | 5 июня 1950       | 7 марта 1951         | Назначен регентом во время путешествия короля и его пребывания в Швейцарии. Умер в должности |
| Standard of the Regent of Siam      | Принц Дхани Ниват, Принц Бидайялабх Бридхьякон                             | 12 марта 1951     | 19 декабря 1952      | Заменил принца Рангсита в качестве регента. Регентство закончилось после окончательного возвращения короля в Таиланд |
|                                     | Королева Сирикит                                                           | 22 октября 1956   | 5 ноября 1956        | Назначена регентом во время отсутствия короля в период его паломничества в качестве монаха в буддийской Сангхе (в Ват Бовоннивет Вихара). Впоследствии стала королевой-регентом |
| Принцесса Синакхаринтхра            | Принцесса Синакхаринтхра, Принцесса-Мать Таиланда                          | 18 декабря 1959   | 21 декабря 1959      | Государственный визит короля и королевы в Республику Вьетнам |
| Принцесса Синакхаринтхра            | Принцесса Синакхаринтхра, Принцесса-Мать Таиланда                          | 9 февраля 1960    | 16 февраля 1960      | Государственный визит в Индонезию короля и королевы |
| Принцесса Синакхаринтхра            | Принцесса Синакхаринтхра, Принцесса-Мать Таиланда                          | 2 марта 1960      | 5 марта 1960         | Государственный визит в Союз Бирма короля и королевы |
| Принцесса Синакхаринтхра            | Принцесса Синакхаринтхра, Принцесса-Мать Таиланда                          | 14 июня 1960      | 1960                 | Государственный визит короля и королевы в Соединенные Штаты Америки и европейские страны |
| Принцесса Синакхаринтхра            | Принцесса Синакхаринтхра, Принцесса-Мать Таиланда                          | 11 марта 1962     | 22 марта 1962        | Государственный визит короля и королевы в Исламскую Республику Пакистан |
| Принцесса Синакхаринтхра            | Принцесса Синакхаринтхра, Принцесса-Мать Таиланда                          | 20 июня 1962      | 27 июня 1962         | Государственный визит короля и королевы в Малайскую Федерацию |
| Принцесса Синакхаринтхра            | Принцесса Синакхаринтхра, Принцесса-Мать Таиланда                          | 17 августа 1962   | 13 сентября 1962     | Государственный визит короля и королевы в Новую Зеландию и Австралию |
| Standard of the Regent of Siam      | Принц Дхани Ниват, принц Бидьялаб Бридхьякон (Председатель Тайного Совета) | 27 мая 1963       | 6 июня 1963          | Государственный визит короля и королевы в Японию и Китайскую Республику |
| Standard of the Regent of Siam      | Принц Дхани Ниват, принц Бидьялаб Бридхьякон (Председатель Тайного Совета) | 9 июля 1963       | 14 июля 1963         | Государственный визит короля и королевы на Филиппины |
| Принцесса Синакхаринтхра            | Принцесса Синакхаринтхра, Принцесса-мать Таиланда                          | 12 сентября 1964  | 6 октября 1964       | Посещение Королевства Греции по случаю бракосочетания короля Константина II и Анны-Марии Дании и государственного визита в Австрийскую Республику короля и королевы |
| Принцесса Синакхаринтхра            | Принцесса Синакхаринтхра, Принцесса-мать Таиланда                          | 15 июля 1966      | 1966                 | Государственный визит короля и королевы в Соединенное Королевство |
| Принцесса Синакхаринтхра            | Принцесса Синакхаринтхра, Принцесса-мать Таиланда                          | 23 апреля 1967    | 30 апреля 1967       | Государственный визит короля и королевы в Высочайшее Государство Иран |
| Принцесса Синакхаринтхра            | Принцесса Синакхаринтхра, Принцесса-мать Таиланда                          | 6 июня 1967       | 1967                 | Государственный визит короля и королевы в Соединенные Штаты Америки и Канаду |

### При Раме X
| Портрет                             | имя                     | Начало регентства | Окончание регентства | Примечания |
| ----------------------------------- | ----------------------- | ----------------- | -------------------- | --- |
| Король Маха Вачиралонгкорн (Рама X) |                         |                   |                      | |
|                                     | Генерал Прем Тинсуланон | 13 октября 2016   | 1 декабря 2016       | Как председатель Тайного совета он стал регентом после смерти и похорон Пхумипона Адульядета, когда было техническое междуцарствие, поскольку Маха Вачиралонгкорн не вступил на престол до 1 декабря и функционировал как наследный принц. Завершил регентство после вступления принца на престол |